# 430 aC
El 430 aC va ser un any del calendari romà pre-julià. A l'Imperi Romà es coneixia com l'Any del Consolat de Cras i Jul, o també any 324 ab urbe condita). La denominació 430 aC per a aquest any s'ha emprat des de l'edat mitjana, quan el calendari Anno Domini va ser el mètode més usat a Europa per a anomenar els anys.

## Esdeveniments

### Grècia
- Epidèmia de tifus a Atenes, que provocà la mort d'una quarta part dels atenencs. D'aquesta epidèmia són les primeres observacions sobre immunologia. Tucídides diu que les úniques persones que gosaven ocupar-se dels malalts eren les que ja havien patit la malaltia i havien sobreviscut.[2]
- Aliança de l'atenenc Pèricles, Perdicas II de Macedònia i el rei Sitalces dels odrisis durant la Guerra del Peloponès.[3][4]
- El rei espartà Arquidam II torna a envair Àtica a l'abril, arribant fins a Làurion, però als 40 dies es va retirar davant l'epidèmia de tifus. Va enviar una comitiva encapçalada per Aristeu de Corint i Aneristos per a demanar el suport de Pèrsia però Sadocos, rei dels odrisis, la va capturar.[5]

### República de Roma
- Luci Juli Jul i Gai Papiri Cras són elegits cònsols romans. Es van avançar als Tribuns de la plebs per a aprovar la Llei Papiria Julia que modificava l'anterior Llei Tarpeia i permetia pagar les multes en metàl·lic i no en caps de ramat.[6]

## Necrològiques
- Zenó d'Elea, filòsof grec membre de l'escola d'Elea.[7]
- Filip de l'Alta Macedònia, rei de l'Alta Macedònia entre el 454 aC i el 430 aC.[8]